# Chillwave
Chillwave är en musikgenre som innehåller influenser från shoegaze, ambient och kanske främst 80-talets synthpop. Typiskt för genren är ljudeffekter, synthesizer, loopning, sampling och kraftigt filtrerad sång med enkla melodier. Artister som ofta förknippas med genren inkluderar Washed Out, Neon Indian och Toro Y Moi.